# NGC 5022
NGC 5022 (również PGC 45952 lub PGC 45953) – galaktyka spiralna (Sb), znajdująca się w gwiazdozbiorze Panny. Odkrył ją Wilhelm Tempel 31 marca 1881 roku.